# 지라 파이스
지라 파이스(Dira Paes, 1969년 6월 30일 ~ )는 브라질의 배우이다. 2013 브라질 영화대상 여우주연상 수상자이다.